# Iñaki Urlezaga
Iñaki Urlezaga (12 de diciembre de 1975) es un bailarín clásico y coreógrafo argentino.

## Biografía
Se formó en su ciudad natal de La Plata. Estudió en el Instituto Superior de Arte del Teatro Colón de Buenos Aires, donde recibió una beca para perfeccionarse en el American Ballet, donde permanece un año completo.
Integró el ballet del Teatro Argentino de La Plata bajo la dirección de Esmeralda Agoglia y en 1993 ingresó al Ballet Estable del Teatro Colón donde fue primera figura.
En 1995 se incorporó al Royal Ballet de Londres por invitación de Sir Anthony Dowell, en donde bailó hasta el 2005 en todas sus temporadas del Covent Garden. En 1999 recibió el Premio Konex en reconocimiento como uno de los mejores bailarines de la década en la Argentina.
En el año 2005 se une como bailarín invitado en el Het National Ballet, invitado por el director artístico Ted Brandsen. Debuta oficialmente en 2006 con el Lago de los Cisnes en el Het Muziektheater Opera House. En el año 2006, fue la figura elegida para cerrar la temporada de danza en el Teatro Colón de Buenos Aires hasta su reapertura en el bicentenario.
En el año 2000 formó su propia compañía, Ballet Concierto  con la que se presentó en escenarios y Festivales internacionales de Europa, América, Asia, Oceanía y África. Desde el año 2003, y paralelamente a su carrera como bailarín se desempeñó como coreógrafo.
Ha realizado varias coreografías, como Sylvia con música de Delibes, Floralis con música de Prokófiev; Danzaria con música de Vivaldi; Constanza con música de Chopin, Cascanueces con música de Tchaikovski ; La Traviata con música de Verdi.; Cuentos de Chopin, con música de F.Chopin ,  Dios se lo pague ; El lago de los cisnes con musica de Tchaikovski, La Dama de Picas con musica de Tchaikovski.-->
En el año 2009 estrenó La Traviata en la provincia de Salta e inmediatamente en Buenos Aires.
En 2018 se retiró como bailarín, pero siguió su carrera artística como maestro y coreógrafo.
En 2019 fue invitado por Yacobson Ballet de Rusia para realizar la coreografía de  La Dame de Picas, en una celebración especial del 220 aniversario del aniversario de Pushkin.